# 缘腺雀舌木
缘腺雀舌木（学名：Leptopus clarkei），为大戟科雀舌木属下的一个植物种。